# Whitley Strieber
Louis Whitley Strieber (San Antonio, 1945. június 13. –) amerikai író, aki elsősorban sci-fi és horror témájú regényeiről ismert.

## Élete
Katolikus iskolába járt, az University of Texas at Austinban végzett. Az egyetem elvégzése után egy reklámügynökségnél dolgozott. Írói pályafutása sikeresen indult, első két regényét: Vérfarkasok (1978), Éhség (1981) – megfilmesítették: Wolfen (1981), The Hunger (1983). Az 1980-as években hagyományos sci-fi-regényeket is publikált.
1985. december 26-án – állítása szerint – idegen lények rabolták el, akik kísérleteket végeztek el rajta. Az átéltek hatására születtek meg: Eggyéválás (1987), Átalakulás (1988).
1989-ben a roswelli incidenst dolgozta fel Majestic című kötetében.
1998-ban egy újabb furcsa találkozásban volt része, állítása szerint egy hajnali látogató fontos információkat osztott meg vele az emberiség jövőjét illetően.

## Művei
- The Wolfen (1978)
- The Hunger (1981)
- Black Magic (1982)
- The Night Church (1983)
- Warday (1984)
- Nature's End (1986)
- Wolf of Shadows (1985)
- Catmagic (1986)
- Communion (1987)
- Transformation (1988)
- Majestic (1989)
- Billy (1990)
- The Wild (1991)
- Unholy Fire (1992)
- The Forbidden Zone (1993)
- Breakthrough (1995)
- The Secret School (1996)
- The Communion Letters (1997), Anne Strieberrel (szerkesztő)
- Confirmation (1998)
- Superstorm (1999)
- The Key (2001)
- The Last Vampire (2001)
- Lilith's Dream (2002)
- The Day After Tomorrow (2006)
- The Grays (2006)
- 2012 (2007)
- Critical Mass (2009)
- The Omega Point (2010)
- Hybrids (2011)
- Christmas Spirits (2012)
- Solving the Communion Enigma (2012)
- Orenda (2013)
- Alien Hunter (2013)
- Miraculous Journey (2014)
- Alien Hunter: Underworld (2014)
- Super Natural: A New Vision of the Unexplained (2016), Jeffrey J. Kripallal
- Alien Hunter: The White House (2016)
- Hunters (2016)

## Magyarul
- Eggyéválás. Communion Földönkívüli lényekkel való találkozások igaz története; ford. Mezei Zoltán, idézetford. Babits Mihály et al.; Édesvíz, Bp., 1990
- Átalakulás. Transformation. Ne feledd, szemmel tartanak!; ford. Domina Márta; Lilliput, Bp., 1991
- Vérfarkasok; ford. Greguss Ferenc; Interpress–I.P.C. Könyvek, Bp., 1991 (IPM könyvtár)
- Majestic. A kormány hazudott; ford. Kliment Emilia; Édesvíz, Bp., 1991
- Figyelnek minket. Miért vannak itt? Mit akarnak tőlünk?; előszó Whitley Strieber, ford. Schopp Attila; Édesvíz, Bp., 1992
- Pokoli tűz; ford. Dobrás Zsófia; Valhalla Páholy, Bp., 1992
- 2012. Háború a lelkekért; ford. Juhász Viktor; Metropolis Media, Bp., 2009 (Metropolis könyvek)
- Éhség; ford. Császár László; Metropolis Media, Bp., 2011

## Film- és tévéadaptációk
- A farkas – Wolfen (1981)
- Az éhség – The Hunger (1983)
- Idegenek áldozata – Communion (1989)
- The Day After Tomorrow (2004)
- Hunters (televíziós sorozat, 2016)
- The Nye Incidents (2016)